# 上田大樹
上田 大樹（うえだ たいき、1978年 - ）は、アートディレクター。

## 人物
映像ディレクターとして、TV・映画のタイトルバック、演劇の劇中映像、PVなどを手がける。富山県小矢部市出身。
富山県立砺波高等学校卒業、早稲田大学第一文学部中退。大学時代はiNSTANT WiFEという劇団を主宰していたが、現在のiNSTANT WiFEは上田による映像ユニット。
演劇分野ではナイロン100℃、大人計画、阿佐ヶ谷スパイダース、劇団☆新感線などの劇中映像を制作している。

## 作品

### ミュージックビデオ
- シュノーケル「大きな水たまり」「波風サテライト」「旅人ビギナー」
- 木村カエラ「リルラリルハ」
- いきものがかり「いつだって僕らは」（三木孝浩と共作）
- NGT48「ナニカガイル」

### ライブ映像演出
- Mr.Children
- レミオロメン
- いきものがかり

### 映画
- 短編映画『パパとママがふしあわせでありますように』（2008年、監督・脚本） 藤本敏史、山田花子、塚田帆南 主演
- 『マダム・マーマレードの異常な謎』（2013年、監督・脚本） 川口春奈 主演
- 『バクマン。』（2015年、オープニング映像、プロジェクションマッピング制作） 佐藤健、神木隆之介 主演

### 舞台
- 『PLUTO』（2015年、2018年 美術・映像） 森山未來 主演

他

## 受賞歴
- 2000年 - 第22回ぴあフィルムフェスティバル・準グランプリ受賞
- 2003年 - 第25回ぴあフィルムフェスティバル・グランプリ受賞
- 2019年 - 第26回読売演劇大賞・最優秀スタッフ賞（ナイロン100℃『百年の秘密』(再演)、新感線☆RS『メタルマクベス disc1～3』の映像による）[4]